# Глейшер, Джеймс
Джеймс Глейшер (англ. James Glaisher; 1809—1903) — английский метеоролог и аэронавт. Отец математика и астронома Дж. Глейшера.

## Биография

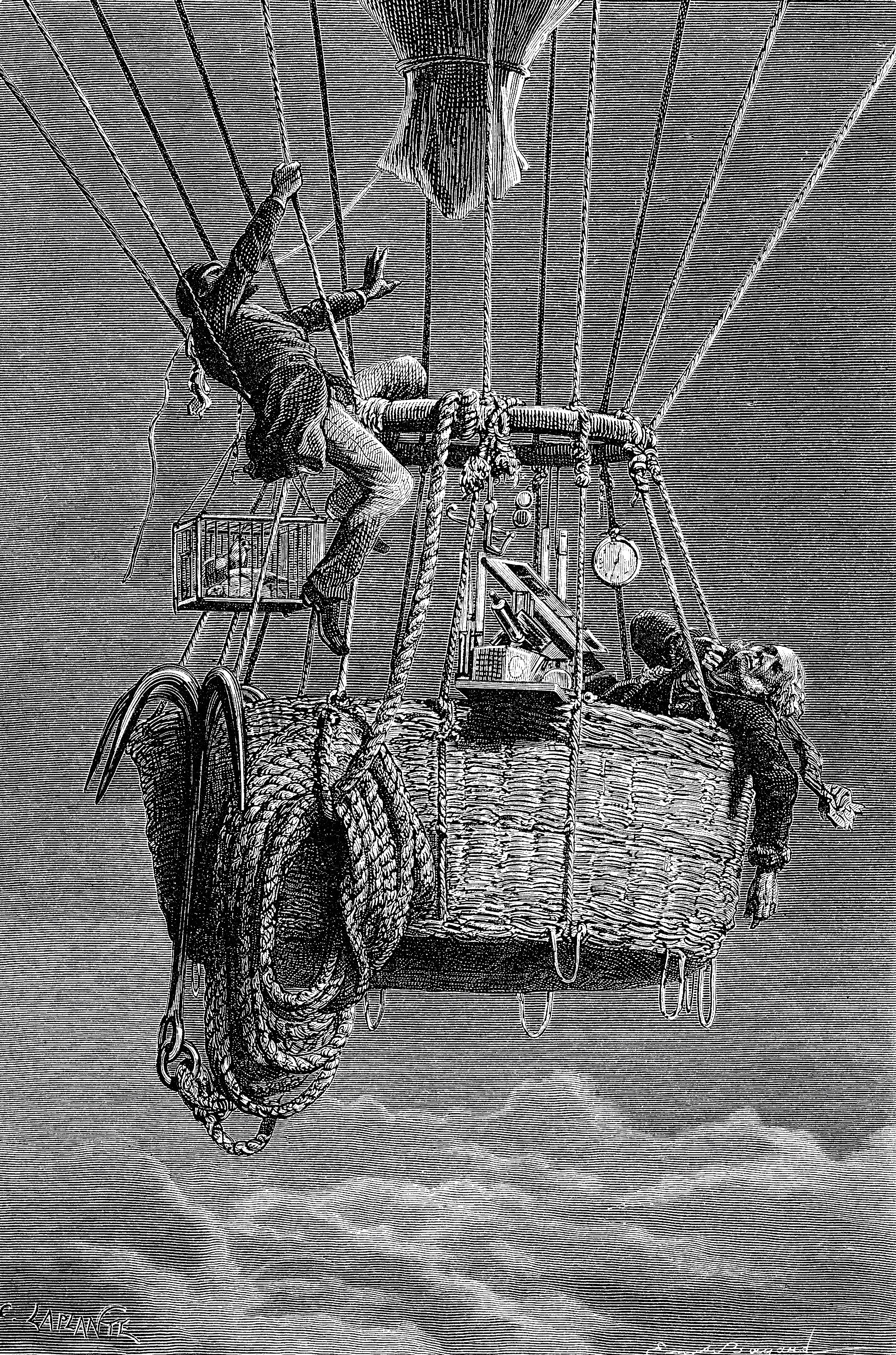
Полёт Глейшера и Коксуэлла (5 сентября 1862 года)

Джеймс Глейшер родился 7 апреля 1809 года в Лондоне. Долгое время был помощником директора Гринвичской обсерватории и заведовал метеорологическими и магнитными наблюдениями. 
Организовал сеть наблюдений английского метеорологического общества, которые долго печатались под его руководством под заглавием «Quarterly Report on the Meteorology of England». Принимал деятельное участие в устройстве густой метеорологической сети в Англии и Уэльсе (более 2500 станций). Составил таблицы, которые не утратили научного интереса.
Главная заслуга Джеймса Глейшера — многочисленные наблюдения на воздушных шарах и обработка их результатов; современники были обязаны ему значительной долей знаний того времени о верхних слоях атмосферы. Во время очередного подъёма на воздушном шаре 5 сентября 1862 года Глейшер, вероятно, достиг высоты приблизительно 9 тысяч метров над уровнем моря, то есть высоты гораздо большей, чем кто-либо достигал до него. Он потерял сознание и был спасён своим спутником Хенри Коксуэллом (1819—1900), вовремя открывшим клапан. Когда Глейшер очнулся, барометр показывал несколько ниже 250 мм, то есть давление было менее трети среднего у уровня моря. 
Позднее Джеймс Глейшер занялся подробным исследованием температуры и влажности воздуха до высоты 1000 футов посредством привязанного воздушного шара (см. «Reports of British Association», 1869 год). Умер 7 февраля 1903 года в Кройдоне.

## Память о Глейшере
- Именем учёного был назван ударный кратер на юго-западной границе Моря Кризисов на видимой стороне Луны.
- Легендарному полёту Глейшера на воздушном шаре в сентябре 1862 года посвящён фильм Тома Харпера «Аэронавты» (2019). Роль Глейшера исполнил Эдди Редмэйн[6], а вместо Коксвелла создатели фильма включили в историю вымышленного персонажа Амелию Рен, которая стала собирательным образом всех женщин аэронавтов.